# Косовско-угандийские отношения
Косовско-угандийские отношения — международные отношения между Косово и Угандой. Официальных дипломатических отношений между двумя государствами не существует, поскольку Уганда не признает Косово в качестве суверенного государства.

## История
В феврале 2008 года высокопоставленный чиновник Уганды заявил, что правительство Уганды тщательно изучает декларацию независимости Косово, прежде чем принять решение о признании его в качестве суверенного государства. В марте 2009 года посол Уганды в ООН Рухакана Ругунда заявил, что Уганда со временем примет «оптимальное решение» о признании Косово.
В августе 2011 года министр иностранных дел Уганды Сэм Кутеса написал заместителю премьер-министра Косова Бехджету Пацолли, пообещав рассмотреть запрос о признании в соответствии с решением Международного суда. В феврале 2012 года министр иностранных дел Косово объявил, что Уганда признала их независимость, сославшись на вербальную ноту от 5 декабря 2011 года президента Уганды Йовери Мусевени, в которой он выразил поздравления с продвижением к независимости Косово и что Уганда отстаёт от других стран, признавших Республику Косово. Министр иностранных дел Сербии Вук Еремич ответил, что государственный министр иностранных дел Уганды Генри Орием Окелло сообщил ему, что признание так и не было оформлено.
В январе 2013 года бывший министр иностранных дел Косово Скендер Хисени заявил, что признания Нигерией и Угандой «оспаривались не только соответствующими государствами, но и Государственным департаментом США». Действующий министр иностранных дел Энвер Ходжай заявил, что он уверен в том, что количество признаний является действительным.
В статье, опубликованной в июне 2014 года, Министерство иностранных дел Косово включило Уганду в список государств, не признавших Косово.